# Landgericht Mellrichstadt

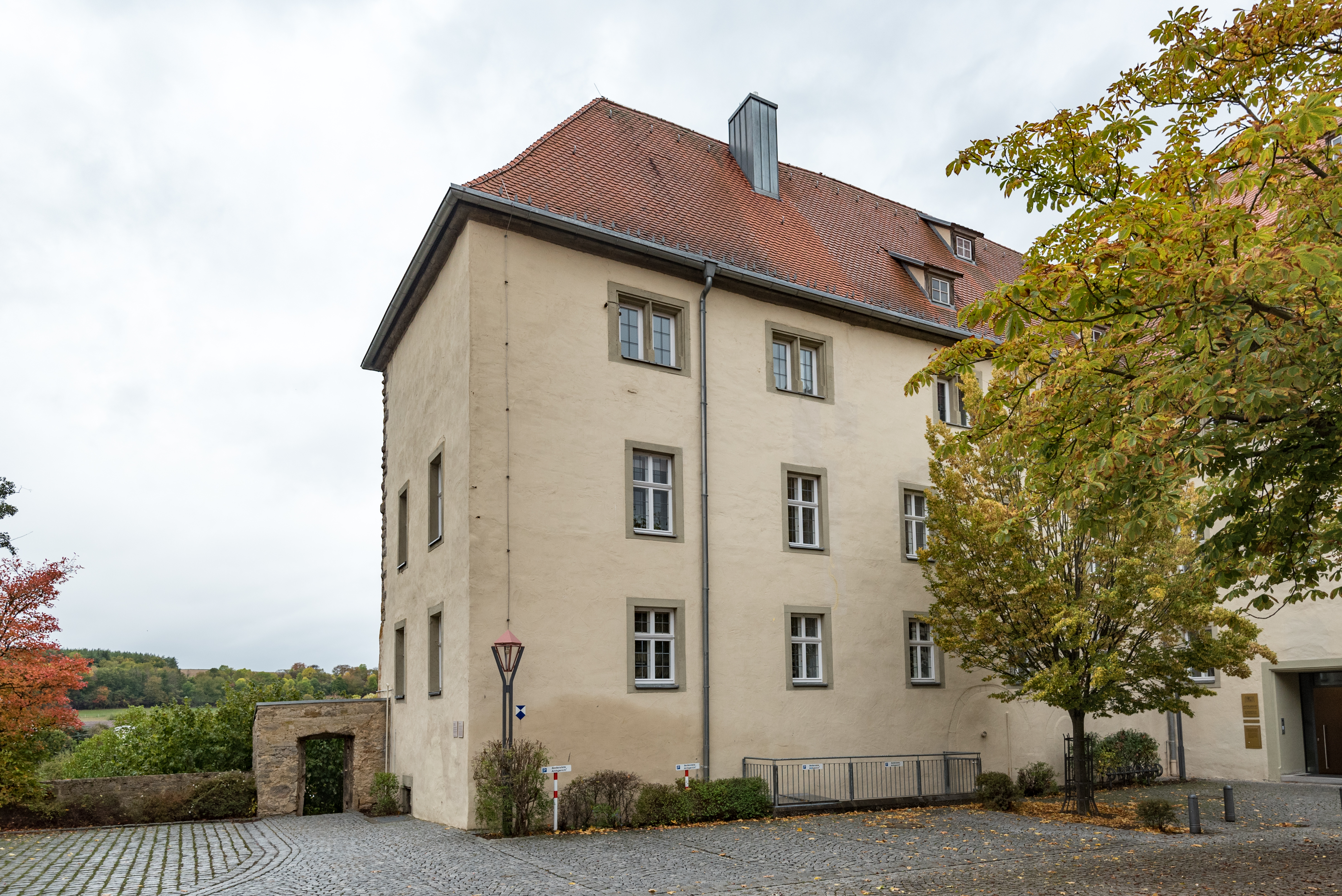
Ehemaliges Amtsschloss, später Amtsgericht Mellrichstadt

Das Landgericht Mellrichstadt war ein von 1804 bis 1879 bestehendes bayerisches Landgericht älterer Ordnung mit Sitz in Mellrichstadt im heutigen Landkreis Rhön-Grabfeld. Die Landgerichte waren im Königreich Bayern Gerichts- und Verwaltungsbehörden, die 1862 in administrativer Hinsicht von den Bezirksämtern und 1879 in juristischer Hinsicht von den Amtsgerichten abgelöst wurden.

## Geschichte
Bereits im 13. Jahrhundert war Mellrichstadt Besitz und auch Amts- und Gerichtssitz des Hochstiftes Würzburg und blieb es bis zur Säkularisation 1803 zugunsten Bayerns. 1804 wurde im Verlauf der Verwaltungsneugliederung Bayerns das Landgericht Mellrichstadt errichtet. 1806 bis 1814 war es dann ein Landgericht im Großherzogtum Würzburg. Dieses kam im Jahr 1817 zum neu gegründeten Untermainkreis, dem Vorläufer des späteren Regierungsbezirks Unterfranken. 1862 übernahm das Bezirksamt Mellrichstadt die administrativen Aufgaben des Landgerichts. 1879 wurde das Landgericht durch das reichsweit eingeführte Gerichtsverfassungsgesetz in das Amtsgericht Mellrichstadt umgewandelt.